# Olympische Sommerspiele 1976/Leichtathletik – 1500 m (Frauen)

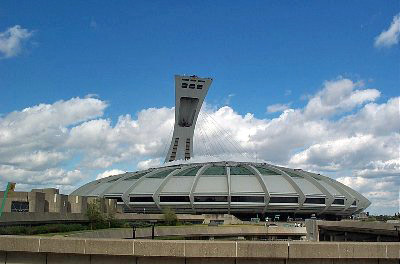
Das Olympiastadion in Montreal

Der 1500-Meter-Lauf der Frauen bei den Olympischen Spielen 1976 in Montreal wurde vom 28. bis zum 30. Juli 1976 im Olympiastadion Montreal ausgetragen. 36 Athletinnen nahmen teil.
Olympiasiegerin wurde Tatjana Kasankina aus der Sowjetunion. Die Silbermedaille gewann Gunhild Hoffmeister aus der DDR vor ihrer Landsfrau Ulrike Klapezynski, frühere Ulrike Klapezynski.
Die dritte DDR-Starterin Christiane Wartenberg schied im Halbfinale aus.

Für die Bundesrepublik Deutschland gingen Brigitte Kraus und Ellen Wellmann, frühere Ellen Tittel und spätere Ellen Wessinghage, an den Start. Kraus schied im Halbfinale aus, Wellmann erreichte das Finale und belegte dort Rang sieben.

Läuferinnen aus der Schweiz, Österreich und Liechtenstein nahmen nicht teil.

## Bestehende Rekorde
| Weltrekord         | 3:56,0 min  | Tatjana Kasankina ( Sowjetunion) | Podolsk, Sowjetunion (heute Russland)          | 28. Juni 1976     |
| Olympischer Rekord | 4:01,38 min | Ljudmila Bragina ( Sowjetunion)  | Finale von München, Bundesrepublik Deutschland | 9. September 1972 |

Der bestehende olympische Rekord wurde bei diesen Spielen nicht erreicht. Im schnellsten Rennen, dem ersten Halbfinale, verfehlte die spätere Olympiadritte Ulrike Klapezynski, frühere Ulrike Klapezynski, aus der DDR diesen Rekord allerdings nur um 0,75 Sekunden.

## Durchführung des Wettbewerbs
Die Athletinnen traten am 28. Juli zu insgesamt vier Vorläufen an. Die jeweils vier Laufbesten – hellblau unterlegt – und die nachfolgend zwei Zeitschnellsten – hellgrün unterlegt – erreichten das Halbfinale am 29. Juli. Hieraus qualifizierten sich die vier Laufbesten – wiederum hellblau unterlegt – und die nachfolgend Zeitschnellste – hellgrün unterlegt – für das Finale, das am 30. Juli stattfand.

## Zeitplan
28. Juli, 11:00 Uhr: Vorläufe

29. Juli, 15:30 Uhr: Halbfinale

30. Juli, 17:30 Uhr: Finale
Anmerkung:
Alle Zeiten sind in Ortszeit Montreal (UTC−5) angegeben.

## Vorrunde
Datum: 28. Juli 1976, ab 11:00 Uhr

### Vorlauf 1

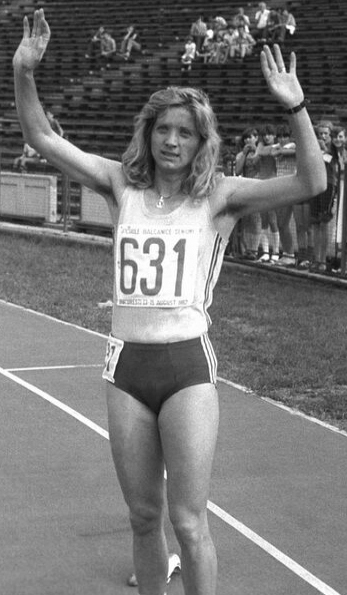
Maricica Puică, frühere Maricica Luca, verpasste als Fünfte des ersten Vorlaufs das Halbfinale um einen Rang

| Platz | Name                 | Nation         | Zeit        |
| ----- | -------------------- | -------------- | ----------- |
| 1     | Gabriella Dorio      | Italien        | 4:10,84 min |
| 2     | Raissa Smechnowa     | Sowjetunion    | 4:10,88 min |
| 3     | Jan Merrill          | USA            | 4:10,92 min |
| 4     | Mary Stewart         | Großbritannien | 4:11,10 min |
| 5     | Maricica Puică       | Rumänien       | 4:12,62 min |
| 6     | Rossiza Pechliwanowa | Bulgarien      | 4:13,11 min |
| 7     | Judy Pollock         | Australien     | 4:14,22 min |
| 8     | Bernadette Van Roy   | Belgien        | 4:16,27 min |
| 9     | Magdolna Lázár       | Ungarn         | 4:23,30 min |
| DNS   | Maria Ritter         | Liechtenstein  |             |

### Vorlauf 2
| Platz | Name                  | Nation         | Zeit        |
| ----- | --------------------- | -------------- | ----------- |
| 1     | Ljudmila Bragina      | Sowjetunion    | 4:07,11 min |
| 2     | Christiane Wartenberg | DDR            | 4:07,13 min |
| 3     | Nina Holmén           | Finnland       | 4:07,13 min |
| 4     | Grete Waitz           | Norwegen       | 4:07,20 min |
| 5     | Ellen Wellmann        | BR Deutschland | 4:07,20 min |
| 6     | Francie Larrieu Smith | USA            | 4:07,21 min |
| 7     | Dianne Zorn           | Neuseeland     | 4:12,81 min |
| 8     | Thelma Wright         | Kanada         | 4:15,23 min |
| 9     | Ndew Niang            | Senegal        | 4:44,64 min |

### Vorlauf 3

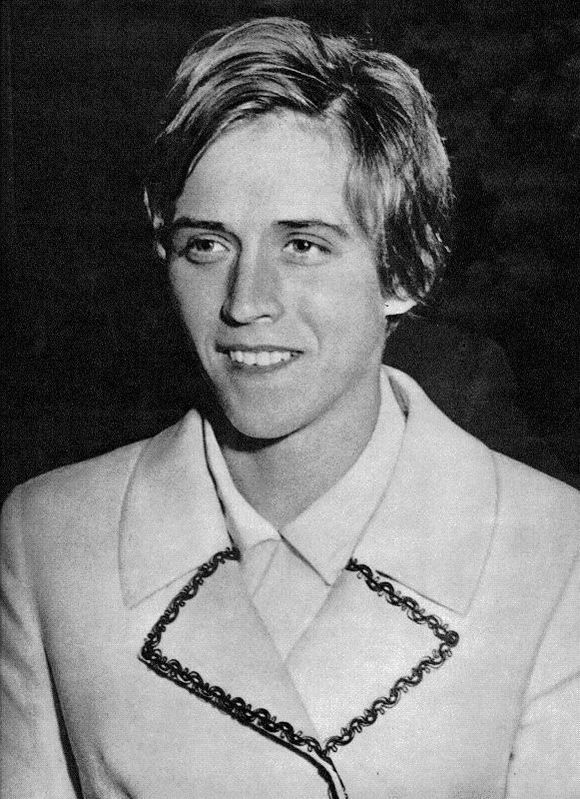
Ileana Silai, frühere Ileana Gergely, 1968 800 Meter-Olympiazweite, schied als Sechste des dritten Vorlaufs aus

| Platz | Name               | Nation         | Zeit        |
| ----- | ------------------ | -------------- | ----------- |
| 1     | Ulrike Klapezynski | DDR            | 4:11,62 min |
| 2     | Tatjana Kasankina  | Sowjetunion    | 4:12,10 min |
| 3     | Wessela Jazinska   | Bulgarien      | 4:12,72 min |
| 4     | Sonja Castelein    | Belgien        | 4:12,92 min |
| 5     | Penny Yule         | Großbritannien | 4:13,36 min |
| 6     | Ileana Silai       | Rumänien       | 4:13,61 min |
| 7     | Margherita Gargano | Italien        | 4:15,94 min |
| 8     | Carmen Valero      | Spanien        | 4:17,65 min |
| 9     | Penny Werthner     | Kanada         | 4:18,19 min |

### Vorlauf 4
| Platz | Name                 | Nation         | Zeit        |
| ----- | -------------------- | -------------- | ----------- |
| 1     | Brigitte Kraus       | BR Deutschland | 4:07,79 min |
| 2     | Gunhild Hoffmeister  | DDR            | 4:08,23 min |
| 3     | Natalia Mărășescu    | Rumänien       | 4:08,31 min |
| 4     | Nikolina Schterewa   | Bulgarien      | 4:08,38 min |
| 5     | Mary Purcell         | Irland         | 4:08,63 min |
| 6     | Cyndy Poor           | USA            | 4:08,89 min |
| 7     | Anne Garrett         | Neuseeland     | 4:10,68 min |
| 8     | Silvana Cruciata     | Italien        | 4:16,78 min |
| 9     | Lilja Guðmundsdóttir | Island         | 4:20,27 min |

## Halbfinale
Datum: 29. Juli 1976, ab 15:30 Uhr

### Lauf 1

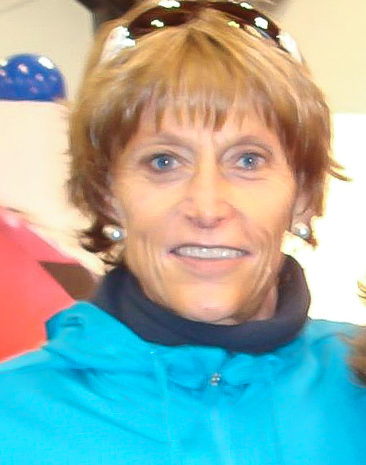
Grete Waitz (Foto: 2010) – später eine äußerst erfolgreiche Langstrecklerin – erreichte als Achte ihres Halbfinals nicht das Finale

| Platz | Name                | Nation         | Zeit        |
| ----- | ------------------- | -------------- | ----------- |
| 1     | Ulrike Klapezynski  | DDR            | 4:02,13 min |
| 2     | Nikolina Schterewa  | Bulgarien      | 4:02,33 min |
| 3     | Ljudmila Bragina    | Sowjetunion    | 4:02,41 min |
| 4     | Gunhild Hoffmeister | DDR            | 4:02,45 min |
| 5     | Jan Merrill         | USA            | 4:02,61 min |
| 6     | Raissa Smechnowa    | Sowjetunion    | 4:03,20 min |
| 7     | Brigitte Kraus      | BR Deutschland | 4:04,21 min |
| 8     | Grete Waitz         | Norwegen       | 4:04,80 min |
| 9     | Sonja Castelein     | Belgien        | 4:13,46 min |

### Lauf 2

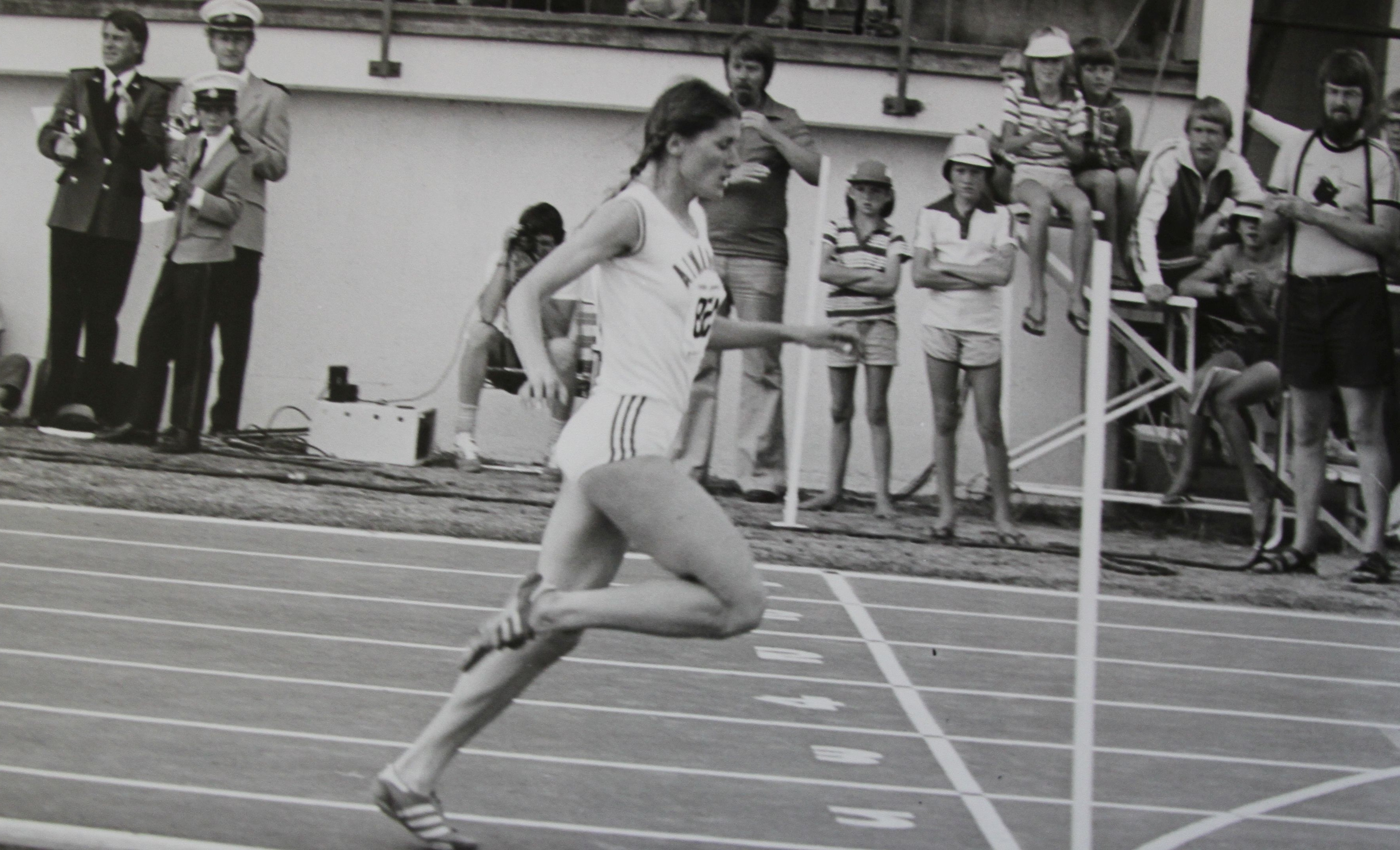
Natalia Mărășescu, frühere Natalia Andrei, schied als Siebte des zweiten Halbfinals aus
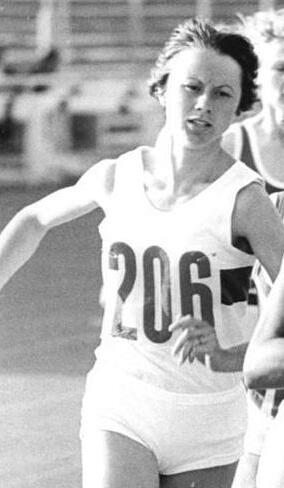
Christiane Wartenberg verpasste das Finale als Achte des zweiten Halbfinals

| Platz | Name                  | Nation         | Zeit        |
| ----- | --------------------- | -------------- | ----------- |
| 1     | Tatjana Kasankina     | Sowjetunion    | 4:07,37 min |
| 2     | Nina Holmén           | Finnland       | 4:07,53 min |
| 3     | Ellen Wellmann        | BR Deutschland | 4:07,54 min |
| 4     | Gabriella Dorio       | Italien        | 4:07,61 min |
| 5     | Mary Stewart          | Großbritannien | 4:07,65 min |
| 6     | Wessela Jazinska      | Bulgarien      | 4:07,89 min |
| 7     | Natalia Mărășescu     | Rumänien       | 4:07,92 min |
| 8     | Christiane Wartenberg | DDR            | 4:08,28 min |
| 9     | Francie Larrieu Smith | USA            | 4:09,07 min |

## Finale

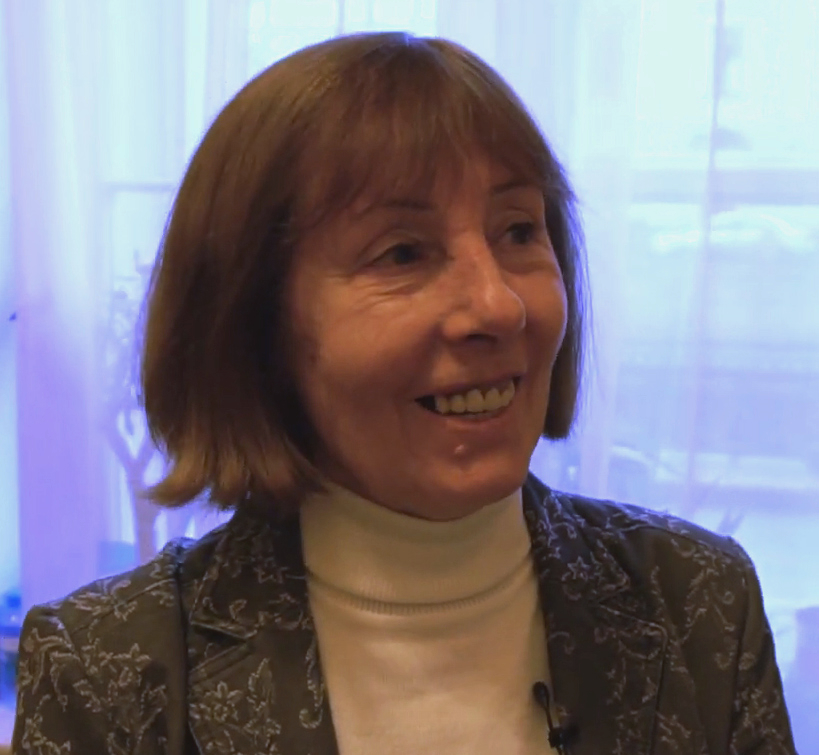
Tatjana Kasankina (hier im Jahr 2019) – Doppelsiegerin über 800 und 1500 Meter
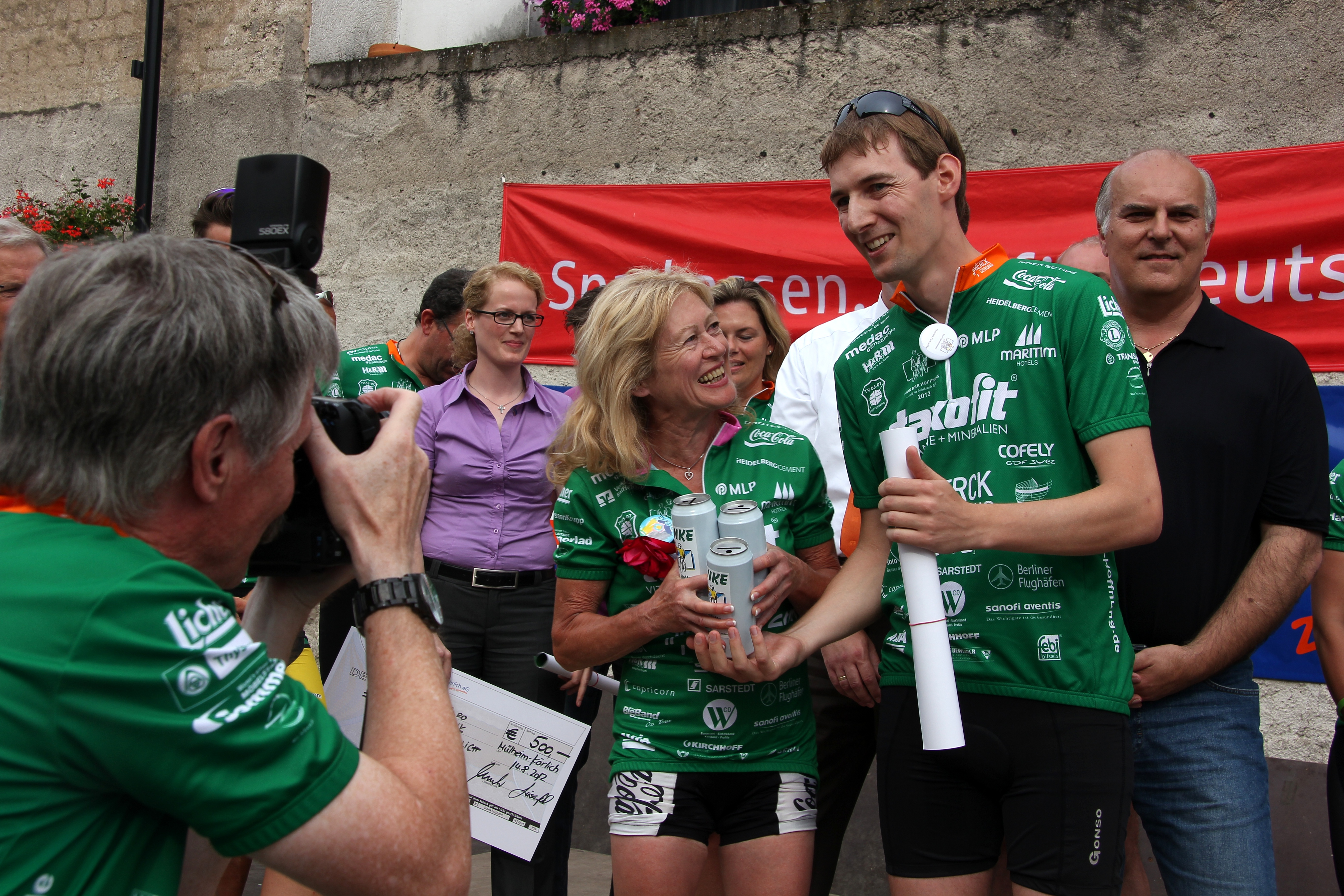
Ellen Wellmann (Foto: 2012), frühere Ellen Tittel und spätere Ellen Wessinghage, belegte Rang sieben

Datum: 30. Juli 1976, 17:30 Uhr
| Platz | Name                | Nation         | Zeit        |
| ----- | ------------------- | -------------- | ----------- |
| 1     | Tatjana Kasankina   | Sowjetunion    | 4:05,48 min |
| 2     | Gunhild Hoffmeister | DDR            | 4:06,02 min |
| 3     | Ulrike Klapezynski  | DDR            | 4:06,09 min |
| 4     | Nikolina Schterewa  | Bulgarien      | 4:06,57 min |
| 5     | Ljudmila Bragina    | Sowjetunion    | 4:07,20 min |
| 6     | Gabriella Dorio     | Italien        | 4:07,27 min |
| 7     | Ellen Wellmann      | BR Deutschland | 4:07,91 min |
| 8     | Jan Merrill         | USA            | 4:08,54 min |
| 9     | Nina Holmén         | Finnland       | 4:09,55 min |

Die DDR-Läuferin GunhildHoffmeister, amtierende Europameisterin und olympische Silbermedaillengewinnerin von 1972, wurde hoch eingeschätzt. Doch als Favoritin galt die sowjetische Weltrekordlerin Tatjana Kasankina, die vier Tage zuvor Gold über 800 Meter gewonnen und im Juni des Olympiajahres als erste Frau die 4-Minuten-Marke unterboten hatte.
Das Finalrennen wurde langsam angegangen, das Tempo steigerte sich nur nach und nach und noch dreihundert Meter vor dem Ziel lag das Feld eng zusammen. Nun setzte Kasankina, die immer gut positioniert und mit Überblick ihr Rennen gestaltet hatte, ihren Spurt an und überholte auf der Zielgeraden die vor ihr laufende Hoffmeister. Tatjana Kasankina gewann so das Double über 800- und 1500 Meter, Silber ging an Gunhild Hoffmeister, die eine gute halbe Sekunde zurücklag. Sieben Hundertstelsekunden hinter ihr gewann Ulrike Bruns, ebenfalls DDR, die Bronzemedaille vor der Bulgarin Nikolina Schterewa, die über 800 Meter Zweite geworden war. Ljudmila Bragina, die Olympiasiegerin von 1972, kam auf den fünften Platz vor der Italienerin Gabriella Dorio und der Bundesdeutschen Ellen Wellmann, die vor vier Jahren – damals unter dem Namen Ellen Tittel – das Finalrennen hatte aufgeben müssen.